# 羽根町 (室戸市)
羽根町（はねちょう）は、高知県室戸市の町丁。
2015年3月31日時点での人口は1,510人。郵便番号は781-6741（甲）、781-6742（乙）。
本項ではかつて同区域に存在した安芸郡羽根村（はねむら）についても記す。

## 地理
室戸市の北西端、羽根川の流域にあたる。西で土佐湾に面し、東で吉良川町、北東で佐喜浜町、北西で奈半利町および北川村野川・小島に接する。東で太平洋に面し、海岸沿いに国道55号が通過する。

### 海洋
- 土佐湾

### 岬
- 羽根岬

### 山岳
- 大角山

### 河川
- 羽根川

## 歴史
- 幕末 - 安芸郡羽根村が存在。「旧高旧領取調帳」の記載によると高知藩領。
- 明治4年7月14日（1871年8月29日） - 廃藩置県により高知県の管轄となる。
- 1889年（明治22年）4月1日 - 町村制の施行により、近世以来の羽根村が単独で自治体を形成。
- 1934年（昭和9年）9月21日 - 室戸台風による暴風雨。集落の家々が軒並み倒壊するなど大きな被害[2]。
- 1959年（昭和34年）3月1日 - 室戸町・室戸岬町・吉良川町・佐喜浜町と合併して室戸市が発足。同市の町丁となる。

土佐日記にて羽根の名が残っている

## 文化財
- 紀貫之の歌碑

紀貫之が935年に羽根を通過した際に詠んだ「まことにて名に聞く所、羽根ならば、飛ぶがごとくに都へもがな」の石碑が、室戸阿南海岸国定公園羽根岬に設置されている。

## 交通

### バス
高知東部交通
- 高知 - 室戸 - 甲浦線
  - 安芸営業所 - あき総合病院 - 安芸駅 - 伊尾木 - 大山岬 - 唐の浜中央通 - 安田役場通 - 田野役場通 - 奈半利駅 - 奈半利 - 羽根船場 - 吉良川冨屋前 - 行当 - 室戸高校 - 室戸 - 室戸営業所 - 室戸岬 - 室戸岬ホテル前 - ディープシーワールド - 佐喜浜支所前 - 野根 - 東洋町役場前 - 甲浦駅 - 甲浦 - 甲浦岸壁

### 道路
- 国道55号

## 施設
- 室戸市立羽根中学校
- 室戸市立中川内中学校
- 室戸市立羽根小学校
- 室戸市立中川内小学校
- 羽根郵便局
- 中川内簡易郵便局
- 県営住宅羽根団地
- 鑑雄神社
- 室戸阿南海岸国定公園羽根岬